# Teinobasis rajah
Teinobasis rajah är en trollsländeart som beskrevs av Harry Hyde Laidlaw, Jr. 1912. Teinobasis rajah ingår i släktet Teinobasis och familjen dammflicksländor. IUCN kategoriserar arten globalt som livskraftig. Inga underarter finns listade i Catalogue of Life.